# First Division 1927/1928
Třicátý šestý ročník First Division (1. anglické fotbalové ligy) se konal od 27. srpna 1927 do 5. května 1928.
Hrálo se opět s 22 kluby. Sezonu vyhrál po třinácti letech a potřetí v klubové historii Everton, který získal o dva body více než opět druhý Huddersfield Town. Nejlepším střelcem se stal hráč Evertonu Dixie Dean který vstřelil 60 branek, což je stále platný rekord.